# Уварова, Мария Павловна
Мария Павловна Уварова (при рождении Морозова, так же известна как Уварова-Морозова; 23 ноября 1923 — 6 августа 2017) — советская и российская певица, хормейстер, многолетняя солистка Воронежского русского народного хора. Наиболее известна как первая исполнительница и предполагаемый автор песни «Ой, мороз, мороз». Заслуженный работник культуры РСФСР (1982).

## Биография
Родилась в 1923 году в селе Нижний Кисляй Бобровского уезда Воронежской губернии (ныне Бутурлиновский район Воронежской области), девичья фамилия Морозова.
С 1944 г. пела в Воронежском хоре с мужем — Александром Уваровым (ум. в 2003).
В середине 1960-х годов супруги переехали в Липецк, где в 1969 году создали ансамбль народной песни «Россиянка».
В 1954 году сочинила музыку и текст песни «Ой, мороз, мороз…» (авторство не доказано).
В 1956 г. песня была записана в Московском государственном Центральном доме звукозаписи и в том же году исполнена на Всесоюзном радио. Мария Морозова на грампластинке указана как исполнитель (вместе с мужем).
Песня приобрела огромную популярность в 1968 году, когда она прозвучала в фильме «Хозяин тайги» в исполнении Валерия Золотухина.
Заслуженный работник культуры РСФСР (1982).
В декабре 2003 года 79-летний муж певицы Александр Уваров умер от удушья в собственной мастерской, где делал балалайки для своих музыкантов. Трагедия произошла, когда он варил на плите лак. Из-за неосторожности Уварова произошёл взрыв. За несколько секунд огонь охватил всё помещение. Прибежавшие на запах гари соседи смогли спасти Марию Павловну, но Александр Михайлович погиб, задохнувшись в дыму.
Умерла 6 августа 2017 года в Воронеже после тяжелой продолжительной болезни на 94-м году жизни. Похоронена на городском Лесном кладбище.
Начиная с 2008 года Мария Уварова пыталась официально оформить своё авторство на песню «Ой, мороз, мороз». Но добиться этого, несмотря на отсутствие других претендентов, ей не удалось, поскольку свидетели, которые могли бы подтвердить её правоту, к тому времени уже умерли.